# Stiphropus intermedius
Stiphropus intermedius är en spindelart som beskrevs av Jacques Millot 1942. Stiphropus intermedius ingår i släktet Stiphropus och familjen krabbspindlar.
Artens utbredningsområde är Elfenbenskusten. Inga underarter finns listade i Catalogue of Life.